# Giano di Cipro
Giano di Cipro, noto anche come Giano di Lusignano (Genova, 1375 – Nicosia, 25 giugno 1432), fu principe titolare d'Antiochia dal 1392 al 1398 re di Cipro, re titolare di Gerusalemme, pretendente al trono armeno di Cilicia e dal 1398 fino alla sua morte.

## Biografia

### Infanzia

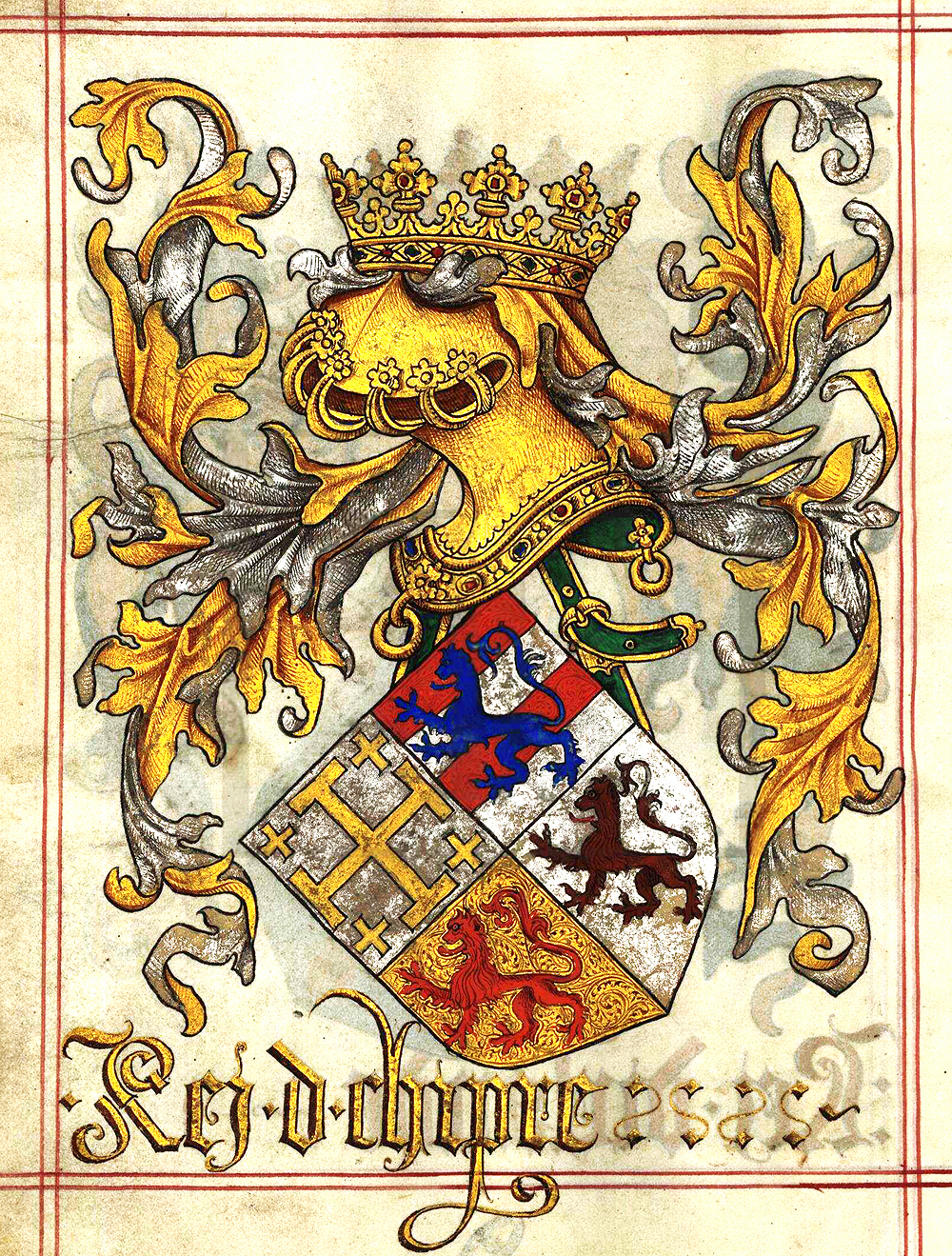
Stemma di Casa Lusignano nel Livro do Armeiro-Mor di João do Cró

Secondo Les familles d'outre-mer, Giano era il figlio maschio primogenito del re di Cipro, re titolare di Gerusalemme, pretendente al trono armeno di Cilicia, Giacomo I (verso il 1334 – 1398) e della principessa appartenente alla dinastia dei Brunswick-Grubenhagen, Helvis o Helisia (1343-1422), primogenita e unica figlia femmina del duca Filippo di Brunswick-Grubenhagen (circa 1332 – 4 agosto 1369 o 1370), connestabile di Gerusalemme, e della prima moglie Helisia o Alice di Dampierre, figlia di Oddone di Dampierre e Isabella di Lusignano, citati da Les familles d'outre-mer e dalla Chroniques d'Amadi et de Strambaldi. T. 1.
Sia secondo Les familles d'outre-mer, che secondo la Chroniques d'Amadi et de Strambaldi. T. 1, Giacomo I di Cipro era il figlio quartogenito del re di Cipro e di Gerusalemme Ugo IV (1294 – 1359) e di Alice d'Ibelin (1305 c. – 1386), che, ancora secondo Les familles d'outre-mer, che secondo la Chroniques d'Amadi et de Strambaldi. T. 1, era figlia di Guido d'Ibelin, signore del castello di Nicosia, siniscalco di Cipro e della moglie, nonché cugina, Isabella o Margherita d'Ibelin.
Nel 1374, i suoi genitori lasciarono Cipro, raggiunsero Rodi, dove morì il suo primo figlio, una femmina, ancora in tenera età, e dove però non trovarono sostegno e vennero arrestati dai genovesi e condotti a Genova, dove suo padre, Giacomo, fu imprigionato, mentre sua madre, Helvis, alloggiata presso una vedova, faceva lavori di cucito che poi vendeva per poter mantenere il marito nella prigione detta mal paga.
Dopo un tentativo di fuga del padre, Giacomo, a sua madre, Helvis, fu permesso di vivere accanto al marito, pur essendo tenuti sotto custodia in una torre; e fu nella torre che Helvis, nel 1375, diede alla luce il primo figlio maschio, Giano, che prese il nome dal dio che era stato, secondo un'antica leggenda, il fondatore di Genova.
Suo cugino, Pietro II, re di Cipro, re titolare di Gerusalemme, nel 1382, si ammalò e morì e, suo padre, Giacomo fu designato a succedergli, anche se era ancora tenuto in cattività con tutta la famiglia. Finalmente, dopo molte trattative e molte concessioni ai Genovesi, che finirono per portare il suo regno alla rovina finanziaria, i suoi genitori, Giacomo e Helvis, furono rilasciati dal carcere e, nel 1385, tornarono a Cipro e si recarono a Nicosia, dove vennero accolti con grande entusiasmo.
Solo, nel 1390, Giacomo riscattò il proprio figlio, Giano, che era ancora in ostaggio a Genova, per 800.000 bisanti.
Nel 1393, era morto a Parigi, il re armeno di Cilicia, Leone VI e suo padre, Giacomo I, in quanto parente più prossimo fece richiesta di succedergli e assunse il titolo di re armeno di Cilicia che gli venne assegnato formalmente nel 1396, e da allora i re di Cipro furono chiamati: re di Gerusalemme, Cipro e Armenia, come riporta la Chronique de l'Île de Chypre.

### Ascesa

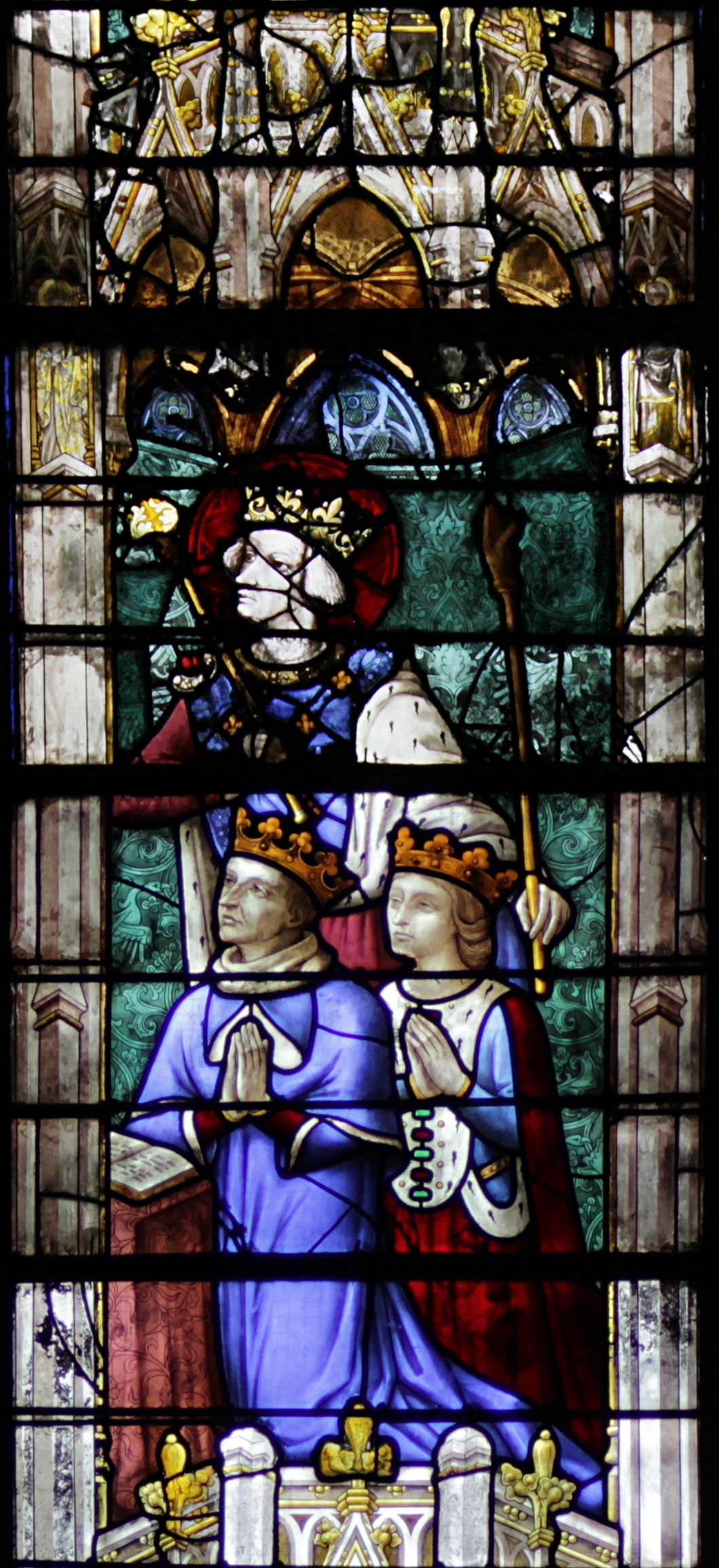
Re Giano in una vetrata

Suo padre, Giacomo I, morì a Nicosia, il 20 settembre 1398, e fu tumulato nella chiesa di San Domenico a Nicosia; Giano, figlio primogenito, gli succedette e fu incoronato l'11 novembre di quello stesso anno.
Appena divenuto re (1398) cercò di affrancarsi dalla tutela della Repubblica di Genova e di recuperare la città di Famagosta, ma Genova, oltre alle proprie milizie, godeva dell'appoggio francese sotto la cui protezione si era posta; anche la Chroniques d'Amadi et de Strambaldi. T. 1, riporta il tentativo fallito di riconquistare Famagosta, nel 1402. Sconfitto, Giano dovette sottoscrivere il 7 luglio 1403 un trattato che garantiva il monopolio dei commerci marittimi a Cipro ai genovesi, con cui fu siglata la pace.

### Primo matrimonio

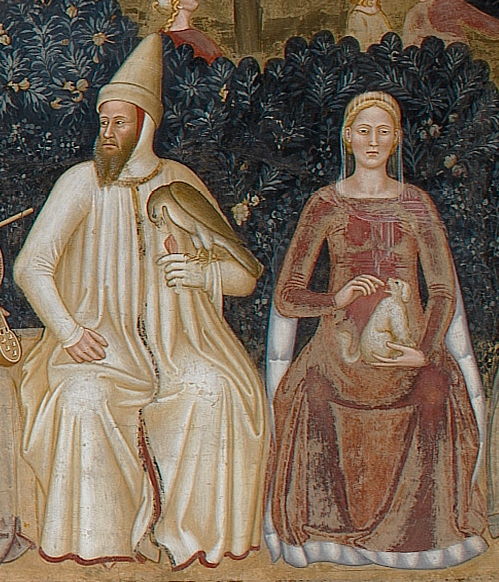
Bernabò Visconti e Beatrice, genitori di Anglesia Visconti

Verso il 1401 Giano sposò la nobildonna milanese Anglesia o Eloisa Visconti (1377 – 1439), che, secondo la Storia di Milano, era la figlia ultimogenita di Bernabò Visconti, Signore di Bergamo, Brescia, Cremona, Soncino, Lonato e Valcamonica e, insieme ai fratelli Matteo II e Galeazzo II, co-Signore di Milano, e di Beatrice Regina della Scala, che secondo il Petri Azarii Chronicon era figlia di Mastino II della Scala, signore di Verona e Vicenza.
Il matrimonio viene confermato da due lettere della Histoire de l'île de Chypre sous le règne des princes de la maison de Lusignan, Volume 2:
- lettera datata 12 dicembre 1401, in cui Anglesia, senza essere nominata, viene citata come regina di Cipro e sorella di Caterina Visconti[24], duchessa di Milano (domina ducissa Mediolani, quae, non dubitamus, diligit sororem suam dominam reginam)[25],
- lettera, datata 1º maggio 1404, in cui viene citata assieme al marito, Giano col nome di Eloisa, come re e regina di Cipro (dominorum Jani et Eloysie, Dei gratia Cipri et Armenie regis et regine)[26].

Il matrimonio però non durò a lungo: Giano, nel 1407, ripudiò la moglie e chiese il divorzio (forse perché Anglesia non poteva più procreare) e lo otterrà nel 1409.
Nel 1409 Anglesia ritornò in Lombardia, ma mantenne comunque il titolo di Regina di Cipro, dove però non fece più ritorno.

### Secondo matrimonio

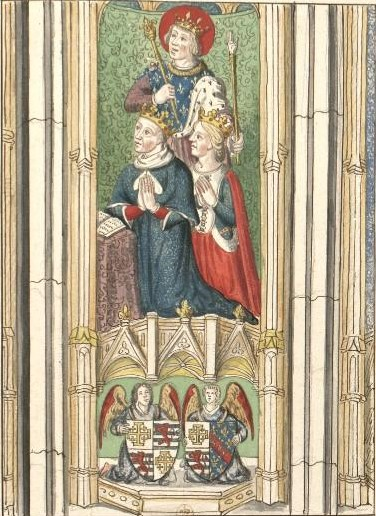
Giano I e Carlotta di Borbone in una miniatura d'epoca

Dopo la separazione da Anglesia o Eloisa Visconti, Giano, secondo Les familles d'outre-mer, sposò, in seconde nozze, il 9 agosto 1409, al castello di Melun, Carlotta di Borbone (1388 – 1422), figlia del Conte di La Marche, Giovanni di Borbone-La Marche e della Contessa di Vendôme e di Castres, Caterina di Vendôme; le nozze erano state celebrate per procura, come conferma la lettera delle Histoire de l'île de Chypre sous le règne des princes de la maison de Lusignan, Volume 2, datata 10 gennaio 1409; questo matrimonio non fu considerato valido per circa due anni, in quanto Anglesia si era opposta alla prima sentenza di divorzio.
Carlotta, come conferma anche la Chroniques d'Amadi et de Strambaldi. T. 1, arrivò a Cipro, nel 1411, e le nozze furono celebrate a Nicosia, nella Cattedrale di Santa Sofia.

### Regno

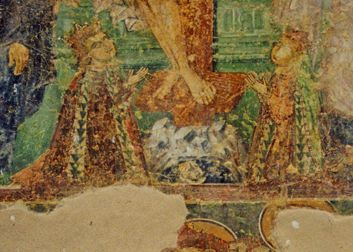
Giano, re di Cipro e consorte

Tra il 1403 ed il 1406, vi fu ancora una guerra contro i genovesi per il possesso di Famagosta, senza risultato.
I corsari ciprioti, soprattutto tra il 1404 ed il 1414, continuarono a esercitare la loro attività piratesca sulle terre musulmane, specialmente in Siria,.
Tra il 1421 ed il 1422, morirono sia la moglie che la madre di Giano, che furono tumulate nella chiesa di San Domenico a Nicosia, accanto al padre di Giano, Giacomo I. 

In quegli anni, Giano aveva incontrato e commissionato allo storico ed archeologo fiorentino Cristoforo Buondelmonti una Vita degli uomini illustri.
Dato che le scorrerie cipriote non cessarono, nel 1425 il sultano dei Mamelucchi inviò per rappresaglia una squadra navale, che conquistò e saccheggiò la città cipriota di Limassol.
L'anno successivo, un'armata di mamelucchi sbarcò sull'isola, sconfisse le truppe cipriote il 7 luglio 1426, nella battaglia a Choirokoitia, dove il fratello del re Giano, Enrico, principe titolare di Galilea, comandante militare fu ucciso e il re Giano fu preso prigioniero e condotto al Cairo, poi conquistò e saccheggiò Nicosia.
Una rivolta popolare in Cipro guidata dal cosiddetto Re Alexis fu subito sedata e un altro fratello di Giano, il cardinale Ugo, fu nominato reggente del regno.
Per la liberazione di Giano fu pagato un riscatto di 200.000 ducati veneziani, in quello stesso anno (1426) e sol nel 1427, gli fu permesso di recarsi ad Alessandria, dove una flotta di cinque navi lo riportò a Cipro e il 15 marzo sbarcò a Cipro e il arrivò a Nicosia accolto solennemente con grandi festeggiamenti; era stato liberato solo dopo aver riconosciuto la sovranità del sultano, impegnandosi a versare un tributo periodico ai mamelucchi e contributi ai genovesi, lasciando loro tutti gli introiti doganali di Famagosta.

### Morte
Giano non si riprese mai più da tale umiliazione, si ammalò gravemente e, dopo un anno morì a Nicosia nel 1432 e fu tumulato nella chiesa di San Domenico a Nicosia; gli succedette il figlio primogenito, Giovanni, come Giovanni II.

## Discendenza
Giano dalla prima moglie, Anglesia o Eloisa Visconti, non ebbe discendenza.
Giano dalla prima moglie, Carlotta di Borbone ebbe cinque figli:
- maschio, soffocato nella culla
- Giovanni (1418 – 1458), suo successore con il nome di Giovanni II;
- Giacomo († 1426), siniscalco di Cipro
- Anna (1419 – 1462), andata sposa nel 1433 a Luigi I, duca di Savoia
- Maria († dopo il 1437), fidanzata a Filippo di Borbone (nato verso il 1430), signore di Beaujeu, morto giovane prima del matrimonio.

## Ascendenza
|                                 |                                    |                                | Genitori          |  |  | Nonni |  |  | Bisnonni           |  |  | Trisnonni        |  |
|                                 |                                    |                                |                   |  |  |       |  |  | Guido di Lusignano |  |  | Ugo III di Cipro |  |
|                                 |                                    |                                |                   |  |  |       |  |  | Guido di Lusignano |  |  | Ugo III di Cipro |  |
|                                 |                                    | Isabella d'Ibelin              |                   |  |  |       |  |  | Guido di Lusignano |  |  |                  |  |
| Ugo IV di Cipro                 |                                    |                                |                   |  |  |       |  |  | Guido di Lusignano |  |  |                  |  |
|                                 |                                    | Eschiva di Ibelin              | Giovanni d'Ibelin |  |  |       |  |  |                    |  |  |                  |  |
|                                 |                                    | Eschiva di Ibelin              | Giovanni d'Ibelin |  |  |       |  |  |                    |  |  |                  |  |
|                                 |                                    | Eschiva di Ibelin              | Alice de la Roche |  |  |       |  |  |                    |  |  |                  |  |
| Giacomo I di Cipro              |                                    | Eschiva di Ibelin              |                   |  |  |       |  |  |                    |  |  |                  |  |
|                                 |                                    | Guido di Nicosia               | Baliano d'Ibelin  |  |  |       |  |  |                    |  |  |                  |  |
|                                 |                                    | Guido di Nicosia               | Baliano d'Ibelin  |  |  |       |  |  |                    |  |  |                  |  |
|                                 |                                    | Guido di Nicosia               | …                 |  |  |       |  |  |                    |  |  |                  |  |
| Alice d'Ibelin                  |                                    | Guido di Nicosia               |                   |  |  |       |  |  |                    |  |  |                  |  |
|                                 |                                    | Isabella d'Ibelin              | …                 |  |  |       |  |  |                    |  |  |                  |  |
|                                 |                                    | Isabella d'Ibelin              | …                 |  |  |       |  |  |                    |  |  |                  |  |
|                                 |                                    | Isabella d'Ibelin              | …                 |  |  |       |  |  |                    |  |  |                  |  |
| Giano di Cipro                  |                                    | Isabella d'Ibelin              |                   |  |  |       |  |  |                    |  |  |                  |  |
|                                 | Enrico II di Brunswick-Grubenhagen | Enrico I di Brunswick-Lüneburg |                   |  |  |       |  |  |                    |  |  |                  |  |
|                                 | Enrico II di Brunswick-Grubenhagen | Enrico I di Brunswick-Lüneburg |                   |  |  |       |  |  |                    |  |  |                  |  |
|                                 | Enrico II di Brunswick-Grubenhagen | Agnese di Meißen               |                   |  |  |       |  |  |                    |  |  |                  |  |
| Filippo di Brunswick-Lüneburg   | Enrico II di Brunswick-Grubenhagen |                                |                   |  |  |       |  |  |                    |  |  |                  |  |
|                                 |                                    | Eloisa d'Ibelin                | Filippo d'Ibelin  |  |  |       |  |  |                    |  |  |                  |  |
|                                 |                                    | Eloisa d'Ibelin                | Filippo d'Ibelin  |  |  |       |  |  |                    |  |  |                  |  |
|                                 |                                    | Eloisa d'Ibelin                | …                 |  |  |       |  |  |                    |  |  |                  |  |
| Helvis di Brunswick-Grubenhagen |                                    | Eloisa d'Ibelin                |                   |  |  |       |  |  |                    |  |  |                  |  |
|                                 |                                    | Oddone di Dampierre            | …                 |  |  |       |  |  |                    |  |  |                  |  |
|                                 |                                    | Oddone di Dampierre            | …                 |  |  |       |  |  |                    |  |  |                  |  |
|                                 |                                    | Oddone di Dampierre            | …                 |  |  |       |  |  |                    |  |  |                  |  |
| Helvis de Dampierre             |                                    | Oddone di Dampierre            |                   |  |  |       |  |  |                    |  |  |                  |  |
|                                 |                                    | Isabella di Lusignano          | …                 |  |  |       |  |  |                    |  |  |                  |  |
|                                 |                                    | Isabella di Lusignano          | …                 |  |  |       |  |  |                    |  |  |                  |  |
|                                 |                                    | Isabella di Lusignano          | …                 |  |  |       |  |  |                    |  |  |                  |  |
|                                 |                                    | Isabella di Lusignano          |                   |  |  |       |  |  |                    |  |  |                  |  |

### Fonti primarie
- (IT)  Chroniques d'Amadi et de Strambaldi. T. 1.
- (IT)  Chronique de l'Île de Chypre.
- (LA)  Histoire de l'île de Chypre sous le règne des princes de la maison de Lusignan, Volume 2.
- (LA)  Rerum Italicarum scriptores, tomus XVI.

### Letteratura storiografica
- (FR)  Les familles d'outre-mer.
- (EN)  A History Of Cyprus. Volume 2. The Frankish Period, 1192 1432.
- (IT)  Storia di Milano: Cronologia.
- (IT)  Storia di Milano: Personaggi.